# Fotó
Un fotó és una partícula elemental, el quàntum de totes les formes de radiació electromagnètica, incloent la llum. És la partícula mediadora de la força electromagnètica, fins i tot quan està estàtic a través de fotons virtuals. El fotó no té massa en repòs i conseqüentment les interaccions d'aquesta força fonamental són observables a escala tant microscòpica com macroscòpica. Com totes les partícules elementals, els fotons s'expliquen amb la mecànica quàntica però presenten una dualitat ona-partícula, exhibint simultàniament propietats d'ones i de partícules. Per exemple, una lent pot refractar un sol fotó i en el procés interferir amb si mateix com si fos una ona, o pot actuar com una partícula que té una posició definida i una quantitat de moviment mesurable. Les propietats d'ona i de quàntum del fotó són dos aspectes observables d'un mateix fenomen i la seva naturalesa no pot ser descrita en termes de cap model mecànic, per la qual cosa la representació d'aquesta propietat dual de la llum, que assumeix que l'energia es concentra a certs punts del front d'ona, és també impossible. Els quàntums en una ona de llum no es poden localitzar en l'espai; es pren nota d'alguns paràmetres físics definits del fotó.
El concepte modern del fotó fou desenvolupat de forma gradual per Albert Einstein a principis del segle xx per explicar les observacions experimentals que no concordaven amb el model clàssic de la llum com a ona electromagnètica. El model del fotó quadrava amb el fet que l'energia de la llum depengués de la seva freqüència i explicava la capacitat de la matèria i la radiació electromagnètica d'estar en equilibri tèrmic. A més, el model del fotó també explicava certes observacions anòmales com ara la radiació del cos negre que altres físics, notablement Max Planck, havia intentat explicar emprant models semiclàssics. En el model de Planck, la llum estava descrita per les equacions de Maxwell però els objectes materials que emetien i absorbien llum ho feien en paquets discrets d'energia. Encara que aquests models semiclàssics contribuïren al desenvolupament de la mecànica quàntica, diversos experiments posteriors començant per l'efecte Compton validaren la hipòtesi d'Einstein que la llum en si està quantificada. El 1926 el físic òptic Frithiof Wolfers i el químic Gilbert N. Lewis encunyaren el terme «fotó» per aquestes partícules. Després que Arthur H. Compton guanyés el Premi Nobel el 1927 pels seu estudis de dispersió, la majoria de científics acceptaren que els quàntums de la llum tenen una existència independent i s'acceptà el nom de fotó per aquests quàntums.
En el model estàndard de la física de partícules, els fotons i les altres partícules elementals es descriuen com una conseqüència necessària del fet que les lleis de la física tenguin una certa simetria en l'espaitemps. Les propietats intrínseques de les partícules, com la càrrega elèctrica, la massa i l'espín venen determinades per les propietats d'aquesta simetria de gauge. El concepte de fotó ha conduït a avenços transcendents en física teòrica i experimental, per exemple els làsers, el condensat de Bose-Einstein, la teoria quàntica de camps i la interpretació probabilística de la mecànica quàntica. S'ha aplicat en fotoquímica, en la microscòpia d'alta resolució i en la mesura de distàncies moleculars. Recentment, els fotons s'han estudiat com a element dels ordinadors quàntics i per les seves aplicacions en imatgeria òptica i comunicació òptica com la criptografia quàntica.

## Nomenclatura
El fotó va ser anomenat originalment per Albert Einstein «quant de llum» (alemany: Lichtquant). El seu nom modern prové de la paraula grega φῶς (que es transcriu com a phôs), que significa llum, i va ser encunyat el 1926 pel físic Gilbert N. Lewis, qui va publicar una teoria especulativa en què els fotons no es podien «crear ni destruir». Encara que la teoria de Lewis mai no va ser acceptada —i va ser contradita en molts experiments— el nou nom "fotó" va ser adoptat de seguida per la majoria dels científics.
En física, el fotó es representa normalment amb el símbol γ (la lletra grega gamma minúscula). Aquest símbol prové possiblement dels raigs gamma, descoberts i batejats amb aquest nom el 1900 per Villard i que van resultar ser una forma de radiació electromagnètica segons van demostrar Rutherford i Andrade el 1914. En la química i enginyeria òptica, els fotons se simbolitzen habitualment per {\displaystyle h\nu \!}, que representa també l'energia associada a un fotó, on {\displaystyle h\!} és la constant de Planck i la lletra grega {\displaystyle \nu \!} és la freqüència de la partícula. Amb molta menor assiduïtat, el fotó també es representa per {\displaystyle hf\!}, sent {\displaystyle f\!}, en aquest cas, la freqüència.

## Propietats físiques

Diagrama de Feynman mostrant l'intercanvi d'un fotó virtual (simbolitzat per una línia ondulada i) entre un positró i un electró.

El fotó no té massa, tampoc posseeix càrrega elèctrica i no es desintegra espontàniament al buit. El fotó té dos estats possibles de polarització que es poden descriure mitjançant tres paràmetres continus: els components del seu vector d'ona, que en determinen la longitud d'ona {\displaystyle \lambda \!} i la seva direcció de propagació. El fotó és el bosó de gauge de la interacció electromagnètica i, per tant, tots els altres nombres quàntics —com el número leptònic, el número bariònic o l'estranyesa— són exactament zero.

### Emissió
Els fotons són emesos per molts processos naturals, com quan les partícules carregades s'alenteixen durant una transició molecular, atòmica o nuclear a un nivell d'energia més baix, o quan s'aniquila una partícula amb la seva antipartícula.

### Absorció
Els fotons s'absorbeixen en els processos de reversió temporal que es corresponen amb els ja esmentats: per exemple, a la producció de parells partícula-antipartícula o a les transicions moleculars, atòmiques o nuclears a un nivell d'energia més alt.

### Energia i moviment
A l'espai buit els fotons es mouen a la velocitat de la llum {\displaystyle c}, i la seva energia {\displaystyle E} i moment lineal p estan relacionats mitjançant l'expressió {\displaystyle E=cp}, on {\displaystyle p} és el mòdul del moment lineal. En comparació, l'equació corresponent a partícules amb una massa {\displaystyle m} és {\displaystyle E^{2}=c^{2}p^{2}+m^{2}c^{4}}, com es demostra a la relativitat especial.
L'energia i el moment lineal d'un fotó depenen únicament de la freqüència {\displaystyle \nu \!} o, el que és equivalent, de la seva longitud d'ona {\displaystyle \lambda \!}.
i en conseqüència el mòdul del moment lineal és:
on {\displaystyle \hbar =h/2\pi \!} (coneguda com a constant de Dirac o constant reduïda de Planck); k és el vector d'ona (de mòdul {\displaystyle k=2\pi /\lambda \!}) i {\displaystyle \omega =2\pi \nu \!} és la freqüència angular. Cal tenir en compte que k apunta a la direcció de propagació del fotó. Aquest té a més moment angular d'espín que no depèn de la freqüència. El mòdul de tal espín és {\displaystyle {\sqrt {2}}\hbar }, i la component mesurada al llarg de la seva direcció de moviment, la seva helicitat, ha de ser {\displaystyle \pm \hbar }. Aquests dos possibles valors corresponen als dos possibles estats de polarització circular del fotó (en sentit horari o antihorari).
Per il·lustrar la importància d'aquestes fórmules, l'aniquilació d'una partícula amb la seva antipartícula ha de donar lloc a la creació d'almenys dos fotons per la raó següent: en el sistema de referència fix en el centre de masses, les antipartícules que col·lisionen no tenen moment lineal net, mentre que un fotó aïllat sempre ho té. En conseqüència, la llei de conservació del moment lineal requereix que almenys es creïn dos fotons perquè el moment lineal resultant pugui ser igual a zero. Les energies dels dos fotons —o el que és equivalent, les seves freqüències— poden determinar-se per les lleis de conservació. El procés invers, la creació de parells, és el mecanisme principal pel qual els fotons d'alta energia (com els raigs gamma) perden energia en passar a través de la matèria.
Les fórmules clàssiques per a l'energia i el moment lineal de la radiació electromagnètica poden ser expressades també en termes d'esdeveniments fotònics. Per exemple, la pressió de radiació electromagnètica sobre un objecte és deguda a la transferència de moment lineal dels fotons per unitat de temps i unitat de superfície de l'objecte, ja que la pressió és força per unitat de superfície i la força, alhora, és la variació del moment lineal per unitat de temps.

## Aplicacions tecnològiques
Els fotons tenen moltes aplicacions en tecnologia. Els exemples següents es trien per il·lustrar les aplicacions dels fotons "per se" en lloc de dispositius òptics generals com ara lents, etc. que podrien funcionar sota una teoria clàssica de la llum.
Els fotons individuals es poden detectar mitjançant diversos mètodes. El tub fotomultiplicador clàssic explota l'efecte fotoelèctric: un fotó d'energia suficient colpeja una placa metàl·lica i deixa lliure un electró, iniciant una allau d'electrons cada cop més amplificada. Els xips semiconductors de sensors CCD utilitzen un efecte similar: un fotó incident genera una càrrega en un condensador microscòpic que es pot detectar. Altres detectors com els comptador Geiger utilitzen la capacitat dels fotons per ionitzar les molècules de gas contingudes en el dispositiu, provocant un canvi detectable de la conductivitat del gas.
La fórmula energètica de Planck {\displaystyle E=h\nu } s'utilitza sovint per enginyers i químics en el disseny, tant per calcular el canvi d'energia resultant de l'absorció d'un fotó com per determinar la freqüència de la llum emesa per un fotó determinat. Per exemple, l'espectre d'emissió d'una làmpada de descàrrega de gas es pot alterar omplint-la amb (mescles de) gasos amb diferents nivells d'energia de configuracions electròniques.
En algunes condicions, una transició energètica pot ser excitada per "dos" fotons que serien insuficients si actuessin individualment. Això permet una microscòpia de major resolució, perquè la mostra absorbeix energia només en l'espectre on dos feixos de diferents colors se superposen significativament, cosa que es pot fer a un nivell molt més petit que el volum d'excitació d'un sol feix. A més, aquests fotons causen menys danys a la mostra, ja que són de menor energia.
En alguns casos, es poden acoblar dues transicions energètiques de manera que, a mesura que un sistema absorbeix un fotó, un altre sistema proper "robi" la seva energia i reemeti un fotó d'una freqüència diferent. Aquesta és la base de la transmissió d'energia de ressonància, una tècnica que s'utilitza en biologia molecular per estudiar la interacció de proteïnes adequades.
Diversos tipus diferents de generadors de nombres aleatoris de maquinàries impliquen la detecció de fotons individuals. En un exemple, per a cada bit de la seqüència aleatòria que s'ha de produir, s'envia un fotó a un divisor de feix. En aquesta situació, hi ha dos possibles resultats d'igual probabilitat. El resultat real s'utilitza per determinar si el bit següent de la seqüència és "0" o "1".